# Emmanuel Armand de Vignerot du Plessis
Emmanuel Armand de Vignerot du Plessis-Richelieu, duque d'Aiguillon (Paris, 31 de julho de 1720, — Paris, 1 de setembro de 1788), pair de France, em 1740, conde d'Agénois e de Condomois e, em seguida, duque d'Agénois e duque d'Aiguillon, etc., foi um general e estadista francês.
Marechal de campo, comandante-em-chefe da Bretanha, tornou-se impopular por sua luta contra La Chalotais e o Parlamento da Bretanha. Mais tarde, foi Secretário de Estado das Relações Exteriores durante três anos e, temporariamente, Secretário de Estado da Guerra, no final do reinado de Luís XV. Foi demitido por Luís XVI.

## Juventude
Antes da morte de seu pai, Emmanuel Armand era conhecido na corte como o duque d'Agénois. Entrou para o exército com a idade de dezessete anos, e com dezenove foi feito coronel do regimento de Brie. Seu casamento, em 1740, com Louise Félicité de Brehan, filha do conde de Plélo, juntamente com sua ligação com a família Richelieu, deu-lhe um lugar de importância na corte.
Após a morte da amante do rei Luís XV, Madame de Ventimille, em trabalho de parto, em 1741, o melhor amigo do rei, o tio do duque d'Agénois, o manipulador duque de Richelieu, começou a buscar outra candidata para satisfazer os desejos de seu amigo real, uma vez que não queria a irmã mais velha de Madame de Ventimille, Madame de Mailly, recuperasse o afeto do rei. Decidiu-se então pela irmã mais nova de Madame de Mailly e de Madame Ventimille, Marie Anne, a viúva do marquês de La Tournelle.
Em um baile de máscaras na terça de carnaval de 1742, Richelieu levou Marie Anne até o rei e apresentou-os. A linda marquesa, porém, a princípio rejeitou os avanços reais. Ela já tinha um amante, o jovem Emmanuel Armand, e não estava disposta a deixá-lo, até mesmo por causa do rei. Como consequência, Luís conspirou com Richelieu, que era tio de d'Agénois, para livrar-se do jovem pretendente. Richelieu estava bastante ansioso para fazer qualquer coisa para conseguir uma aproximação entre o rei e Madame de la Tournelle, porque sabia que Madame de Mailly não simpatiza com ele. O resultado de suas deliberações foi que Luís, imitando Davi da Bíblia, enviou seu rival para lutar contra os austríacos na Itália durante a Guerra de Sucessão Austríaca. O jovem duque foi gravemente ferido no cerco a Château-Dauphin (1744). Ao contrário do marido de Bate-Seba, no entanto, o duque d'Agénois recuperou-se dos ferimentos, e voltou à corte em glória.
Luís estava em desespero, mas Richelieu, que era um homem engenhoso, não aceitou a derrota. Enviou seu sobrinho para Languedoc, onde uma bela jovem havia sido instruída para seduzi-lo. Nisso ela foi mais eficaz; cartas muito apaixonadas foram trocadas; a jovem despachou as que ela recebeu para Richelieu, e, oportunamente, elas foram levadas ao conhecimento de Madame de La Tournelle, que, furiosa com a traição de seu jovem duque, voltou suas atenções para o rei.
O duque foi posteriormente feito prisioneiro (1746) e foi promovido a maréchal de camp em 1748. Foi membro do então chamado parti devot, a facção de oposição a Madame de Pompadour, aos jansenistas e ao parlamento, e sua hostilidade para com as novas ideias atraiu sobre ele a ira dos panfletários.
Em 1753, foi nomeado comandante (governador) da Bretanha e logo se tornou impopular naquela província, que tinha adquirido um grande número de privilégios chamados de "liberdades". Seu primeiro atrito foi em relação às propriedades provinciais sobre a questão dos impostos reais (1758).

## A invasão da Grã-Bretanha
Em 1759, d'Aiguilion foi escolhido a dedo pelo ministro das Relações Exteriores da França, Étienne François Choiseul, para participar da invasão em grande escala da Grã-Bretanha. Ele comandaria uma força que desembarcaria na Escócia para apoiar os levantes jacobitas contra a coroa. Teria, então, que deslocar suas tropas para o sul e posicioná-la de modo que os defensores britânicos ficassem isolados, entre sua força e outra também francesa, que desembarcaria no sul da Inglaterra. O plano foi posteriormente abandonado após a derrota naval francesa na batalha de Quiberon Bay.
D'Aiguilion finalmente alienou o parlement da Bretanha, violando os privilégios da província (1762). Em junho de 1764, o rei, a exemplo de d'Aiguillon, revogou um decreto do parlement proibindo a cobrança de novos impostos sem o consentimento dos proprietários, e se recusou a receber os protestos do parlement contra o duque.
Em 11 de novembro de 1765, Louis-René de Caradeuc de La Chalotais, o procureur do parlement, foi preso, mas não é certo se foi por iniciativa de d'Aiguillon. O conflito entre d'Aiguillon e os bretões durou dois anos. No lugar do parlamento, que havia renunciado, d'Aiguillon organizou um tribunal de mais ou menos juízes competentes, que foram ridicularizados pelos panfletários e, ironicamente chamados de bailliage d'Aiguillon. Em 1768, o duque foi forçado a fechar este tribunal, e voltou à corte, onde retomou as suas intrigas com o parti devot e finalmente conseguiu a demissão do ministro Choiseul (24 de dezembro de 1770).
Quando Luís XV, a conselho de Madame du Barry, reorganizou o governo com vista a suprimir a resistência dos parlements, d'Aiguillon foi nomeado  Ministro das Relações Exteriores, René Nicolas Charles Augustin de Maupeou e o Abbé Terray (1715-1778) ocuparam também lugares no ministério. O novo ministério, apesar da reforma, foi muito impopular, e foi denominado o "triunvirato". Todas as falhas do governo foram atribuídas aos erros dos ministros. Assim, d'Aiguillon foi responsabilizado por ter provocado o coup d'état de Gustavo III, rei da Suécia, em 1772, embora as instruções do conde de Vergennes, o embaixador francês na Suécia, tenham sido escritas pelo ministro, o duque de la Vrillere.
D'Aiguillon, no entanto, nada podia fazer para reabilitar a diplomacia francesa. Concordou com a primeira partição da Polônia, renovou o Pacto de Família, e, apesar de um defensor dos jesuítas, sancionou a supressão da sociedade. Depois da morte de Luís XV, brigou com Maupeou e com a jovem rainha Maria Antonieta, que exigiram a sua demissão do ministério (1774). Morreu, esquecido, em 1788. Em nenhuma circunstância apresentou qualquer habilidade especial. Foi mais dado às intrigas do que ao governo, e suas tentativas de restaurar o prestígio da diplomacia francesa resultou em pouco sucesso.
Foi pai de Armand Désiré de Vignerot du Plessis, que lhe sucedeu como duque d'Aiguillon.